# Ratto di Elena (Reni)
Il Ratto di Elena è un dipinto realizzato tra il 1628 e il 1629 da Guido Reni, attualmente conservato presso il Museo del Louvre di Parigi.

## Storia
Nel 1627, per il tramite dei suoi emissari in Italia, precisamente a Roma, Filippo IV di Spagna aveva commissionato a Guido Reni una tela di grandi dimensioni raffigurante il rapimento di Elena di Troia. Trascorso poco tempo l'artista rientrò nella sua città natale, Bologna, dove peraltro si trovava anche il cardinale Bernardino Spada, lì presente in qualità di legato pontificio. Questa circostanza rese possibile per il cardinale seguire personalmente la realizzazione della tela, operazione di particolare interesse, soprattutto tenendo conto del rango del committente, che comportava implicazioni politiche di rilevanti per la corte pontificia. Alcuni storici dell'arte ipotizzano che - nella cornice della Guerra dei trent'anni - Papa Urbano VIII, notoriamente filofrancese, abbia colto l'occasione della tela per mandare dei messaggi al suo arcinemico spagnolo. Taluni ritengono che questo dipinto e la Morte di Didone del Guercino siano un'allegoria congiunta volta a veicolare messaggi diplomatici diretti a Filippo IV e Maria de' Medici.

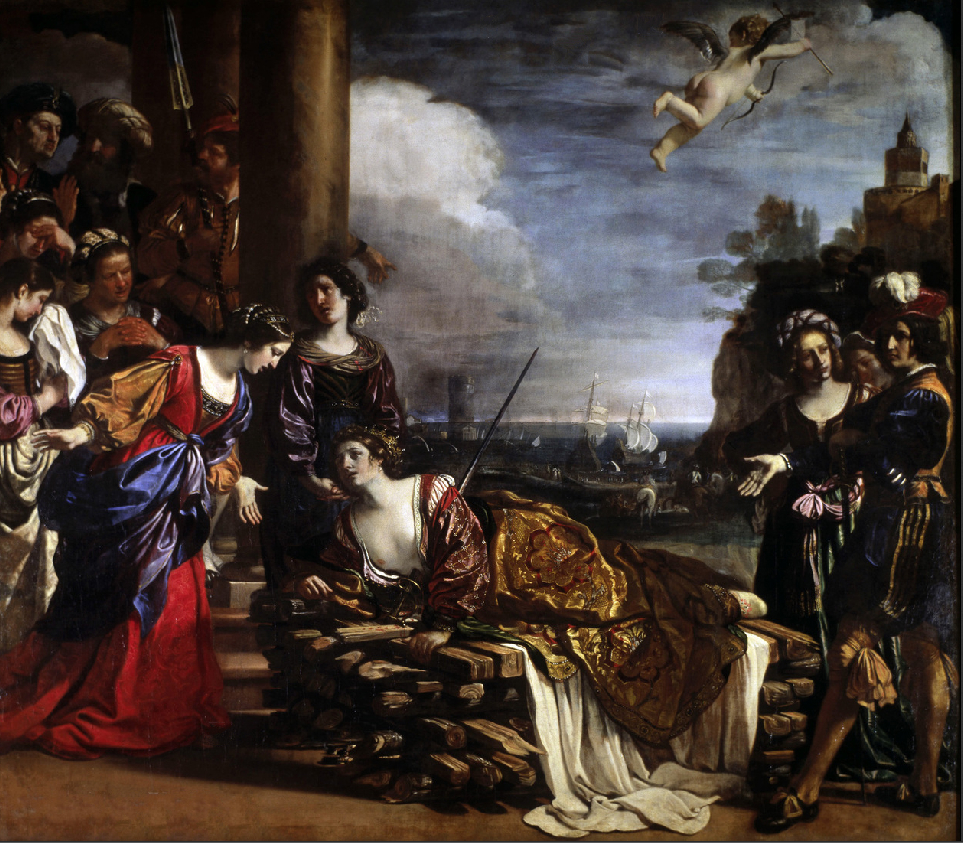
Guercino, Morte di Didone, 1631, Galleria Spada, Roma.

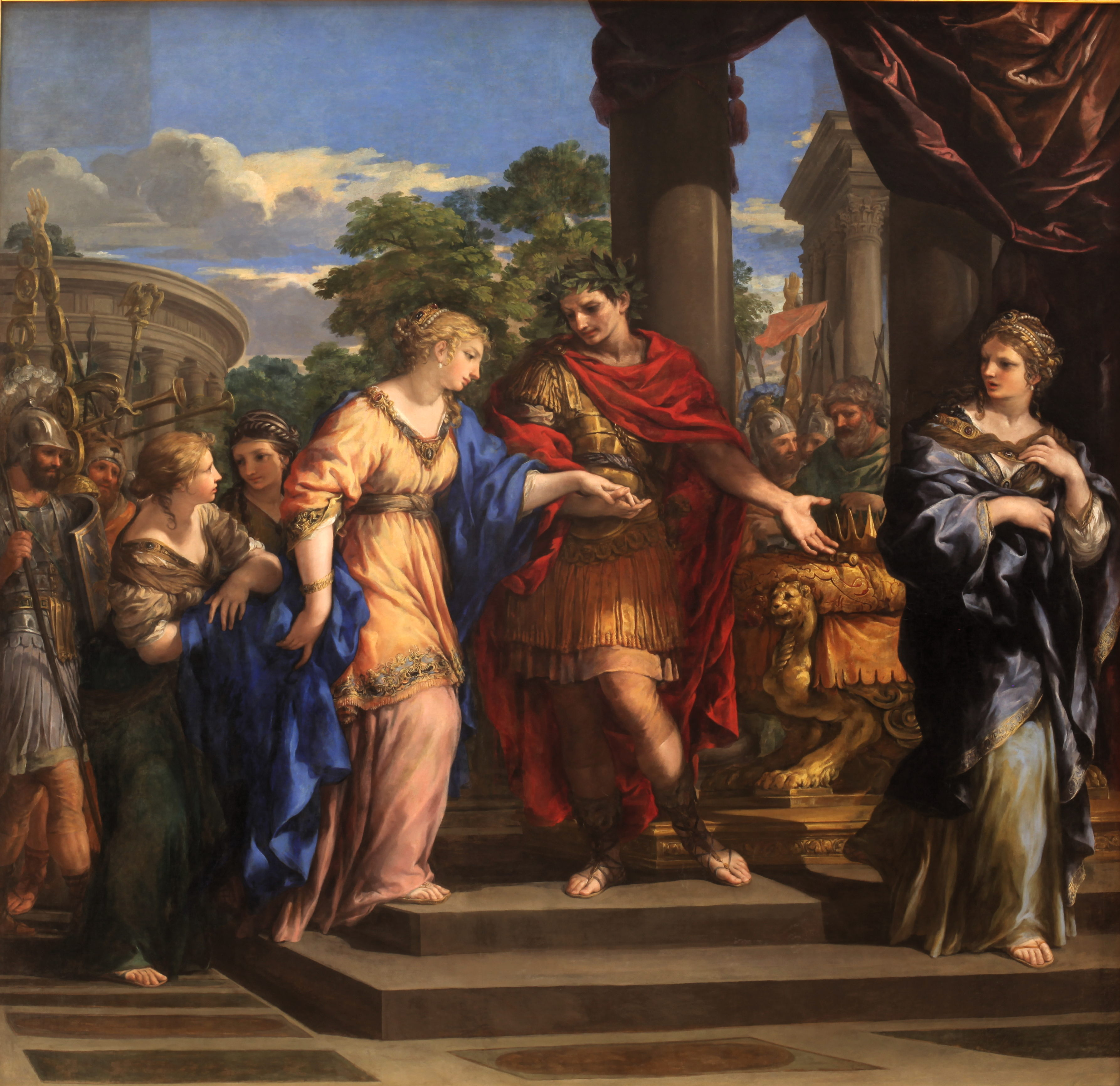
Pietro da Cortona, Cesare rimette Cleopatra sul trono di Egitto, 1637-1643, Musée des beaux-arts, Lione.

Dopo aver portato a termine l'opera, gli emissari spagnoli non furono d'accordo sul suo pagamento e il dipinto rimase invenduto: di questo alterco colse l'occasione il cardinale Spada, che suggerì a Maria de' Medici di acquistare la tela. La regina consorte accettò il consiglio, pertanto il dipinto partì per la Francia. Quando il Ratto raggiunse il territorio francese non poté essere acquisito dalla regina Maria, che nel frattempo non aveva più alcun ruolo di rilevanza politica, e fu quindi acquistato nel 1654 (o antecedentemente) dal marchese Louis Phélypeaux de La Vrillière, che lo collocò nella sua galleria parigina, oggi non più esistente, commissionando un pendant a Pietro da Cortona, avente come titolo Cesare rimette Cleopatra sul trono di Egitto. Comparve in un inventario postumo del suo patrimonio e fu venduto dal nipote Louis III de La Vrillière (1672-1725) a Louis Raulin Rouillé, controllore generale delle poste, la cui vedova lo vendette a sua volta a Luigi Alessandro di Borbone, conte di Tolosa (1678-1737), figlio legittimo del re di Francia Luigi XIV e della sua amante Madame de Montespan. La tela fu ereditata dal figlio Luigi Giovanni Maria (1725-1793) nel 1737 e sequestrata durante la Rivoluzione francese insieme al resto della sua collezione. Trasferita al Louvre, fu inizialmente esposta nel Musée Central des Arts nel 1801 e poi, durante la Prima guerra mondiale, posta in sicurezza nel castello di Maisons-Laffitte.